# Erste Bank Open 2018
Erste Bank Open 500 2018 byl tenisový turnaj pořádaný jako součást mužského okruhu ATP World Tour, který se odehrával na krytých dvorcích s tvrdým povrchem Rebound Ace v komplexu Wiener Stadthalle. Konal se mezi 22. až 28. říjnem 2018 v rakouské metropoli Vídni jako čtyřicátý čtvrtý ročník turnaje.
Turnaj s celkovým rozpočtem 2 788 570 eur patřil do kategorie ATP World Tour 500. Nejvýše nasazeným hráčem ve dvouhře se stal sedmý tenista světa Dominic Thiem z Rakouska. Jako poslední přímý účastník do hlavní singlové soutěže nastoupil maďarský 43. hráč žebříčku Márton Fucsovics.
Pátý singlový titul na okruhu ATP Tour, a první z kategorie ATP 500, vybojoval 32letý Jihoafričan Kevin Anderson. Premiérovou společnou trofej ze čtyřher turnajů ATP si odvezla britská dvojice Joe Salisbury a Neal Skupski, kteří nastoupili do druhého turnaje jako pár.

## Distribuce bodů a finančních odměn

### Distribuce bodů
| Soutěž  | vítězové | finalisté | semifinalisté | čtvrtfinalisté | 16 v kole | 32 v kole | Q  | Q2 | Q1 |
| ------- | -------- | --------- | ------------- | -------------- | --------- | --------- | -- | -- | -- |
| dvouhra | 500      | 300       | 180           | 90             | 45        | 0         | 20 | 10 | 0  |
| čtyřhra | 500      | 300       | 180           | 90             | 0         | —         | —  | —  | —  |

### Finanční odměny
| Soutěž                   | vítězové | finalisté | semifinalisté | čtvrtfinalisté | 16 v kole | 32 v kole | Q2     | Q1     |
| ------------------------ | -------- | --------- | ------------- | -------------- | --------- | --------- | ------ | ------ |
| dvouhra                  | €473 865 | €232 315  | €116 895      | €59 450        | €30 875   | €16 280   | €3 600 | €1 840 |
| čtyřhra                  | €142 670 | €69 850   | €35 040       | €17 980        | €9 300    | —         | —      | —      |
| ve čtyřhře částky na pár |          |           |               |                |           |           |        |        |

## Dvouhra

### Nasazení hráčů
| Země                          | Hráč            | ATP | Nasazení |
| ----------------------------- | --------------- | --- | -------- |
| Rakousko                      | Dominic Thiem   | 7.  | 1.       |
| Jižní Afrika                  | Kevin Anderson  | 8.  | 2.       |
| Bulharsko                     | Grigor Dimitrov | 9.  | 3.       |
| USA                           | John Isner      | 10. | 4.       |
| Japonsko                      | Kei Nišikori    | 11. | 5.       |
| Chorvatsko                    | Borna Ćorić     | 13. | 6.       |
| Itálie                        | Fabio Fognini   | 14. | 7.       |
| Spojené království            | Kyle Edmund     | 15. | 8.       |
| Žebříček ATP k 15. říjnu 2018 |                 |     |          |

### Jiné formy účasti na turnaji
Následující hráči obdrželi divokou kartu do hlavní soutěže:
- Félix Auger-Aliassime
- Jürgen Melzer
- Dennis Novak

Následující hráč obdržel zvláštní výjimku:
- Gaël Monfils

Následující hráči postoupili z kvalifikace:
- Ruben Bemelmans
- Pierre-Hugues Herbert
- Denis Kudla
- Michail Kukuškin

Následující hráči postoupili z kvalifikace jako tzv. šťastní poražení:
- Cameron Norrie
- Andrej Rubljov

### Odhlášení
před začátkem turnaje
- Pablo Carreño Busta → nahradil jej  Frances Tiafoe
- Čong Hjon → nahradil jej  Andrej Rubljov
- Richard Gasquet → nahradil jej  Cameron Norrie
- Nick Kyrgios → nahradil jej  Nikoloz Basilašvili

## Čtyřhra

### Nasazení párů
| Země                                                                      | Hráč                 | Země       | Hráč         | ATP | Nasazení |
| ------------------------------------------------------------------------- | -------------------- | ---------- | ------------ | --- | -------- |
| Rakousko                                                                  | Oliver Marach        | Chorvatsko | Mate Pavić   | 5.  | 1.       |
| Polsko                                                                    | Łukasz Kubot         | Brazílie   | Marcelo Melo | 8.  | 2.       |
| Kolumbie                                                                  | Juan Sebastián Cabal | Kolumbie   | Robert Farah | 15. | 3.       |
| Spojené království                                                        | Jamie Murray         | Brazílie   | Bruno Soares | 19. | 4.       |
| Žebříček ATP k 15. říjnu 2018; číslo je součtem postavení obou členů páru |                      |            |              |     |          |

### Jiné formy účasti
Následující páry obdržely divokou kartu do hlavní soutěže:
- Jürgen Melzer /  Philipp Oswald
- Lucas Miedler /  Dennis Novak

Následující pár postoupil do čtyřhry z kvalifikace:
- Denys Molčanov /  Igor Zelenay

Následující pár postoupil do čtyřhry z kvalifikace jako tzv. šťastný poražený:
- Andreas Mies /  Hans Podlipnik Castillo

### Odhlášení
před začátkem turnaje
- John Isner

## Přehled finále

### Mužská dvouhra
- Kevin Anderson vs.  Kei Nišikori, 6–3, 7–6(7–3)

### Mužská čtyřhra
- Joe Salisbury /  Neal Skupski vs.  Mike Bryan /  Édouard Roger-Vasselin, 7–6(7–5), 6–3